# 大分市大洲総合体育館
大分市大洲総合体育館（おおいたしおおすそうごうたいいいくかん）は、大分県大分市青葉町の大洲総合運動公園内にある公立体育館である。
かつては大分県が所管していたが、2020年4月1日にフェンシング場を除く施設が大分市に移管されて正式名称が大分県立総合体育館から大分市大洲総合体育館になるとともに、大分市で自転車販売業を営む有限会社コダマが命名権を取得して通称がサイクルショップコダマ大洲アリーナとなった。

## 概要
大洲総合運動公園は大分空港が大分市内から国東半島に移転した跡地に設けられた運動公園で、本体育館は、1979年（昭和54年）4月に同公園内に大分県立総合体育館として開館した。
2008年（平成20年）の第63回国民体育大会では、ハンドボール及び柔道の会場となった。
2010年度（平成22年度）から指定管理者制度が導入されており、2013年（平成25年）4月からは、ファビルス・プランニング大分共同事業体が、コナミスポーツ&ライフの協力・支援を受け、指定管理者として施設を管理している。
老朽化が進むとともに、競技スペースや観客席が手狭になっていることから、大分県では2014年12月に県立屋内スポーツ施設あり方検討委員会を設置して、本施設などのあり方について検討。その結果、新たに武道を中心とした屋内スポーツ施設を整備するとともに、本体育館について大分市への移管を検討することとなり、2019年5月に大分スポーツ公園内に大分県立武道スポーツセンター（昭和電工武道スポーツセンター）が開館するとともに、2020年4月に本体育館が大分市に移管された。

## 施設
- 大体育室（メインアリーナ）[13]
  - 競技床面積 - 1,680 m2（48 m×35 m）
  - 天井高 - 13.8 m
  - 可能主要競技種目 - バレーボール3面、ハンドボール1面、バドミントン8面、バスケットボール2面、テニス2面、卓球12面、フェンシング8面、男女体操競技 フルセット各1面、レスリング2面、ボクシング2面、ウエイトリフティング2面、又は、柔道4面
  - 観客席数
    - 3階固定席 - 1,334人
    - 2階ロールバックスタンド - 754人
    - フロア（椅子） - 3,000人
- 小体育室[14]
  - 床面積 - 774 m2（32.8 m×23.6 m）
  - 天井高 - 8 m
  - 可能主要競技種目 - バスケットボール1面、バレーボール2面、バドミントン4面、その他室内競技全般
- 柔道場[15]
  - 床面積 - 522 m2（柔道畳283畳、試合場3面）
  - 選手控え席兼観覧席 - 120席
- 剣道場[15]
  - 床面積 - 522 m2（試合場3面）
  - 選手控え席兼観覧席 - 120席
- 大分県立フェンシング場[16]
  - 床面積 - 498.8 m2
- クライミング・館外ボルダリング場[17]
  - クライミングウオール - 高さ14.95 m、横6.4 m
  - 館外ボルダリングウオール - 高さ4 m、横6 m
- 館内ボルダリング場[18]
  - ボルダリングウオール - 高さ4.5 m、横15 m
- トレーニング室
- 会議室・研修室[19]